# 尖閣諸島開拓の日

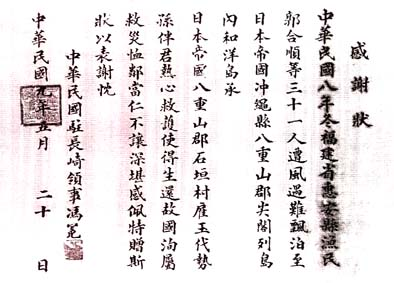
1920年5月20日中華民国駐長崎領事から「日本帝国沖縄県八重山郡尖閣列島」で中国人遭難者を救助したとして沖縄県石垣村の漁民へ送られた感謝状

尖閣諸島開拓の日（せんかくしょとうかいたくのひ）は、沖縄県石垣市が条例により定めた記念日。1月14日がこれに定められた。尖閣諸島の日や尖閣の日とも呼ばれる。

## 概要
2010年12月17日に尖閣諸島開拓の日を定める条例案が可決されたことにより定められた。沖縄県石垣市の尖閣諸島は、1895年（明治28年）1月14日に日本政府によって日本領への編入を閣議決定されており、これを記念して「尖閣諸島開拓の日」とした。
条例可決に先立つ2010年11月27日には中国政府から石垣村長豊川善佐に贈られた尖閣諸島における中国人漁民遭難救助の感謝状が発見された。また、石垣村漁民へ宛てた感謝状と合わせて2枚の公文の現存が確認されている。
2011年1月14日におこなわれた式典には、石垣市民や平沼赳夫、下村博文などの国会議員など、約300人が出席した。石垣市長・中山義隆は式辞で「尖閣諸島は紛れもなく市の行政区だと、あらためて強く全世界に発信したい」と述べた。
2017年1月14日、中山恭子など4名の国会議員が式典に出席し、石垣市中山義隆市長が挨拶し、安倍晋三首相が祝電を寄せ、長崎純心大学石井望准教授が招かれて講演した。
2020年1月14日、富川盛武副知事や衆院議員の国場幸之助（自民）、西銘恒三郎（同）、原口一博（国民民主）らが登壇したほか、長崎純心大准教授の石井望の講演もあった。